# Jerchel (Elbe)
Jerchel (Elbe) este o comună din landul Saxonia-Anhalt, Germania.